# Soproni alagút
A soproni alagút egy közúti alagút Magyarországon, Győr-Moson-Sopron vármegyében, Sopron északnyugati részén, a Fertőmelléki-dombságon, a Bécsi-domb alatt, az M85-ös autóúton. Az alagút építése 2020 elején azzal a céllal kezdődött meg, hogy a Csorna felől jövő M85-ös autóutat a külvárosi zártkertes telkek érintése nélkül, a terepadottságokat leküzdve átvezessék a 84-es főútig a Bécsi-domb nyugati oldalára. Az autóút országhatárig tartó szakaszával együtt 2024. december 14-én adták át.

## Története
A Pereszteg–Sopron–országhatár közötti 27 km-es szakasz részeként került előkészítése a 2000-es évek elején. A korábbi tanulmányterveket és nyomvonalat időközben a NATURA 2000 területek miatt módosítani és kiegészíteni kellett. Az új megvalósíthatósági hatástanulmány és kiegészítő környezetvédelmi dokumentáció elkészítésére az M85 Konzorcium (UTIBER Közúti Beruházó Kft., UVATERV Zrt.) nyert el nettó 138,7 millió forintért megbízást. Az alagút eredetileg tervezett hossza a 2017. márciusi tervek alapján hosszabbodott meg 490 m-ről 780 m-re, így kedvezőbb környezetvédelmi hatást érve el. A Pereszteg-országhatár szakasz eredetileg 2015 októberében környezetvédelmi engedélyt kapott. 2019. június 11-én bejelentették, hogy nettó 49,9 milliárd forintért a Dömper Kft. és a Pannon-Doprastav Kft. és a Subterra-Raab Kft. Konzorciuma (a továbbiakban: SDD Konzorcium) építi meg a fertőrákosi csomópont és a soproni országhatár között 2024. június 30-áig.
Az SDD Konzorcium feladata lett, hogy az építéshez szükséges kiviteli terveket is elkészítse, és azokat a Mérnökkel és a Megbízóval jóváhagyassa, valamint a hiányzó vagy időközben lejáró engedélyeket megszerezze. A tényleges kivitelezési munkák csak és kizárólag jóváhagyott kiviteli tervek birtokában indulhatnak meg.
2020 márciusában megindult az alagút keleti portáljának megközelítését biztosító, a nyomvonal első 1 kilométeres szakaszának tervi és helyszíni előkészülete, amelyről az alagút építés is kiszolgálásra kerül. Itt kap majd helyet a szakmai folyamatok iránt érdeklődő mérnökök részére felépítendő látogatóközpont is.
2020. október 26-án egyházi áldással kezdődött meg a tényleges fejtési munkálatok. Elhelyezésre került a bányászok védőszentjének, Szent Borbálának a szobra is.
2021. július 1-én a déli alagút esetében megtörtént a lyukasztás és az alagútfúrás a teljes hosszban elkészült. A fejtés 1,3 m/nap átlagos napi előrehaladás valósult meg. Az északi, jobboldali járat fejtése 2022. július 1-én a 373 m-es alagútszelvénynél járt napi átlagos 1 m előrehaladással.
2023. február 9-én az északi járat is eljutott a lyukasztásáig, vagyis összeért a két irányból megindított fejtés.
2024. december 14-én adta át Orbán Viktor miniszterelnök.

## Műszaki leírása
A soproni Bécsi-domb alatti alagút hosszát kezdetben 490 m-ben határozták meg, azonban ez a részletes tervezés során 780 méterre nőtt. Az alagút keresztezi a Dudlesz-erdőt, mint kiemelt jelentőségű természetmegőrzési területet. Az alagút a fertőrákosi út csomópontjától nyugatra, egy balos ív után található, a 90-es kilométerszelvényben. Vonalvezetése egyenes, a két alagútcsőben kétszer két forgalmi sáv helyezkedik el, leállósáv nélkül. A két cső között egy üzemi alagutat is építenek, melybe két vészátjáró nyílik majd. A műtárgy színtisztán bányászati módszerrel épül. Az alagútban kiépülő útpálya űrszelvénye sávonként 2×3,50 m széles útpályával, biztonsági sávokkal összesen 9,50 m. A végleges héjszerkezet-vastagság 35 cm.
Az alagút 2017. év elején elfogadott terve a közelmúltban Magyarországon épült, illetve tervezés alatt álló más alagutakkal szemben 110 km/óra tervezési sebességgel rendelkezik. Mivel a főpálya és az alagút légszennyezési terhelő hatása különböző (az egyik pontszerű, a másik vonalmenti), előzetes szimulációkat végeztek a szükséges környezetvédelmi engedélyhez, ebben megállapították, hogy az alagútkijáratoknál, azok közvetlen környezetében pár tíz méteren belül teljesülni fognak a vonatkozó légszennyezettségi egészségügyi határértékek.
Amennyiben szükséges, a főte stabilitásához első lépés az előbiztosítás kerül kiépítésre előtűző nyárs, injektált acélcső, esetleg pátrialemez segítségével. Ezután kezdődhet az alagút főtéjének a kiviteli tervek szerint fejtése. A fejtett profilnak a biztosítási osztály szerinti minimumvonalat el kell érnie, helyet biztosítva a lőttbeton héjnak és a talaj alakváltozásainak. Elsőként egy vékony lőttbeton védőréteg felhordása szükséges, mely a későbbi munkarészeket végzők számára védelmet biztosít. Ezután következhet a külső hegesztett háló rögzítése, majd a háromövű rácsos tartó (HRT) beállítása és kiékelése a védőréteghez. A technológiai folyamat a lőttbetonos biztosítás fennmaradó vastagságának elhelyezésével folytatódik, amennyiben szükséges, a belső hegesztett háló rögzítésével. Ezt követi a mag és ellenbolt fejtése, mely külön is elvégezhető. Az alagútszerkezet kiépítése után, lehetőség szerint egy keresztmetszetben szükséges a kiviteli terveken megadott hosszúságú geotechnikai és víztelenítő előfúrások készítése. Ezek bemeneti adatot szolgáltatnak a biztosítási osztály meghatározásához, illetve a víztelenítési rendszer kiépítéséhez. A bal oldali alagútban ideiglenes földvisszatöltés készül, védve az alagút ellenboltozatát, mivel ebből az alagútból történik majd a nyugati oldal és jobb oldali alagút logisztikai és nehézgépjármű kiszolgálása is.
A keleti porta előtt 460 méter hosszan épül ki tömör zajárnyékoló fal, mindkét oldalon. A fal magassága 3,5–5 méter közötti, koronáján fél méter magas, az út felé döntött elemmel.

## Képgaléria

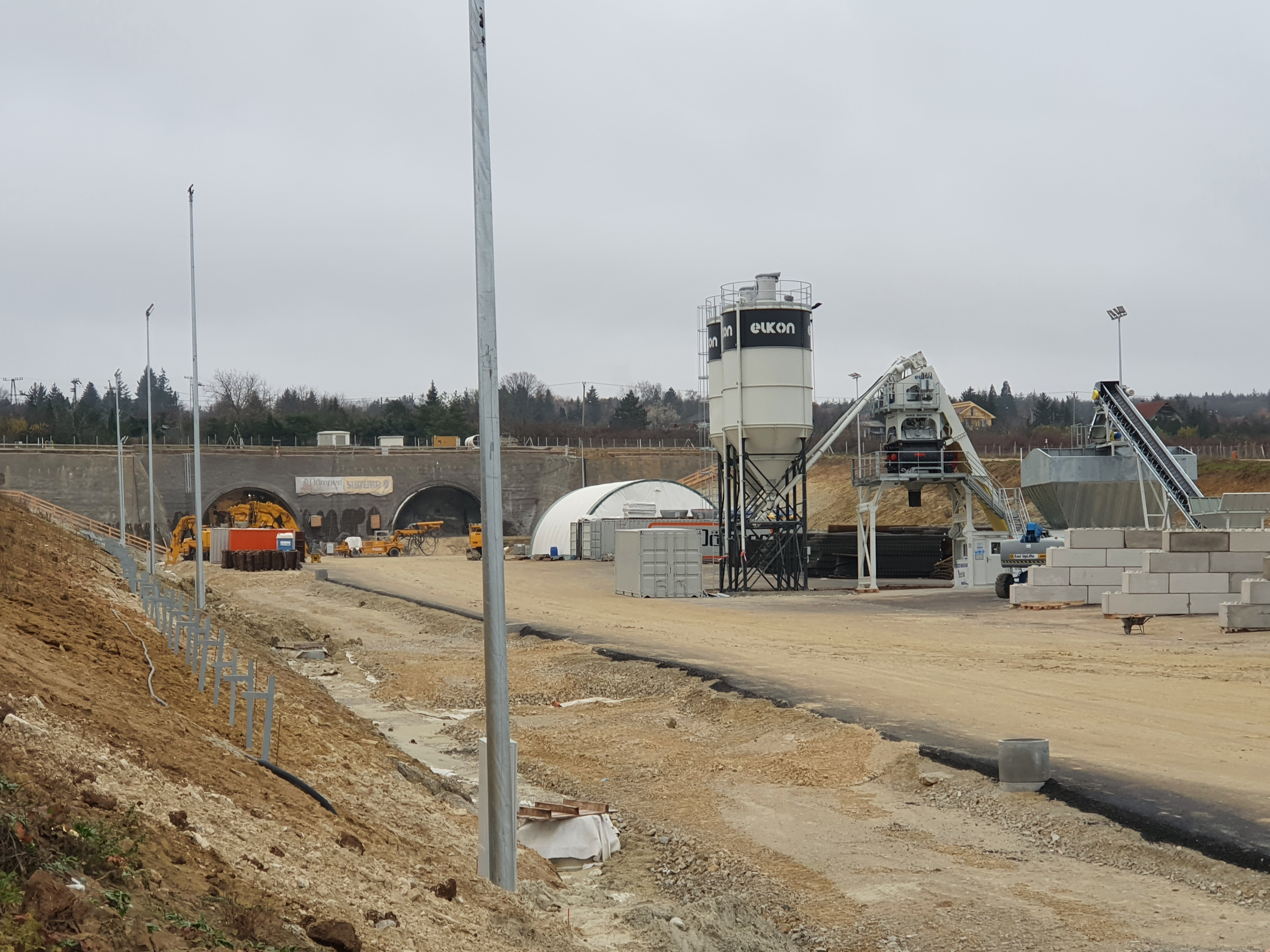
M85 alagút előtt szakasza 2020.11.28-án
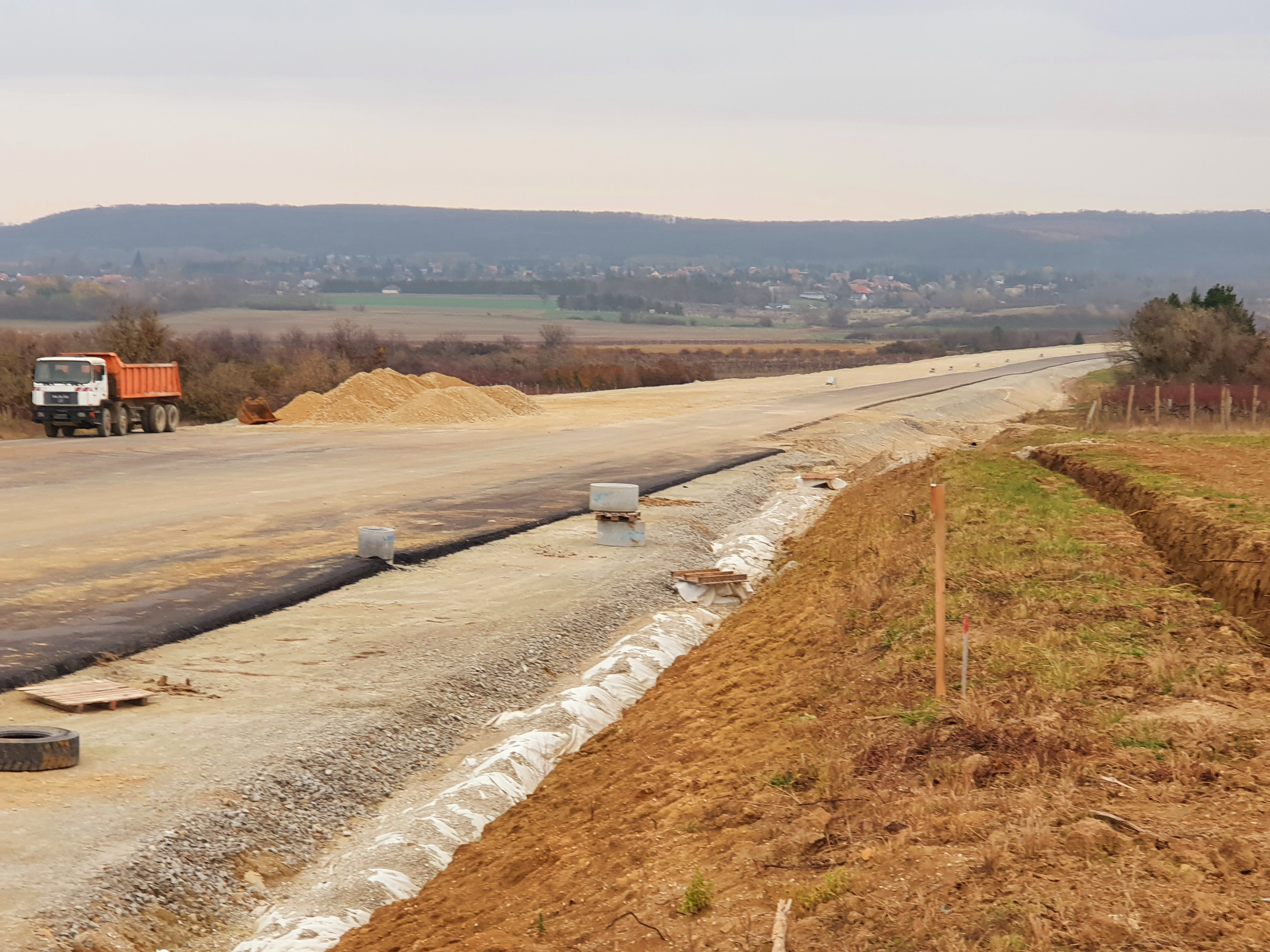
M85 alagút előtt szakasza 2020.11.28-án
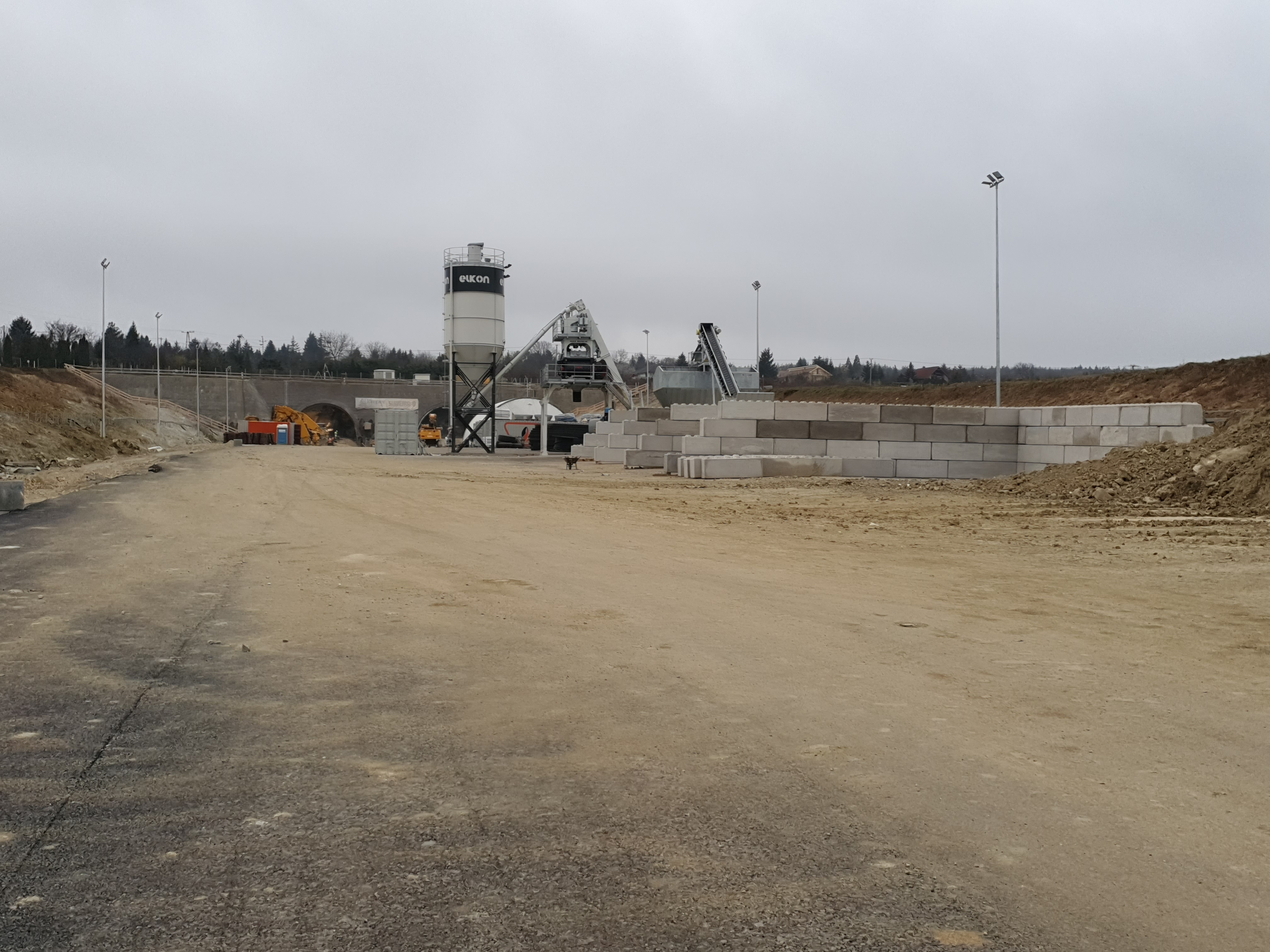
Az alagút  déli portálja 2020.11.28-án
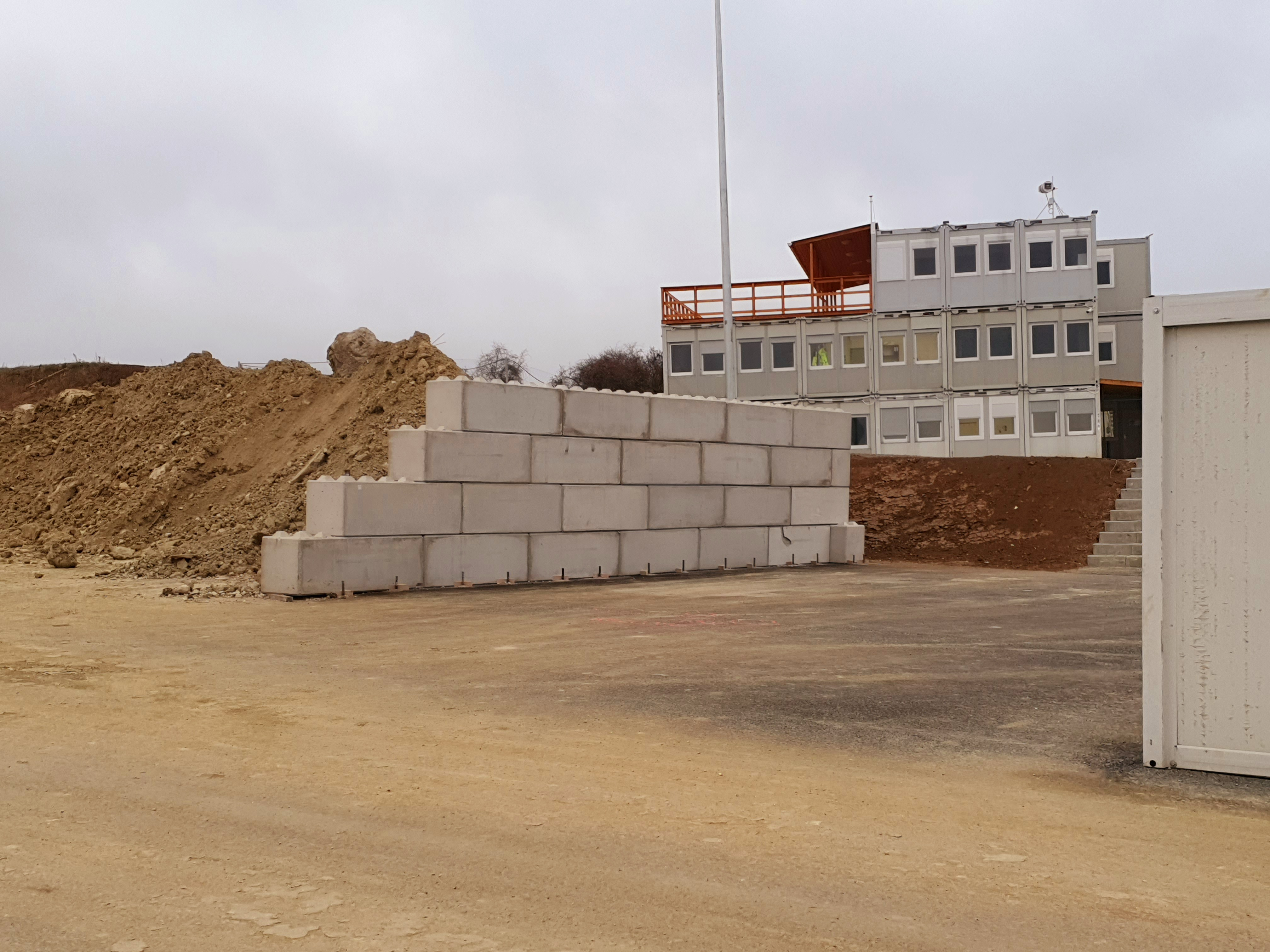
A fúrását irányító irodakonténerek
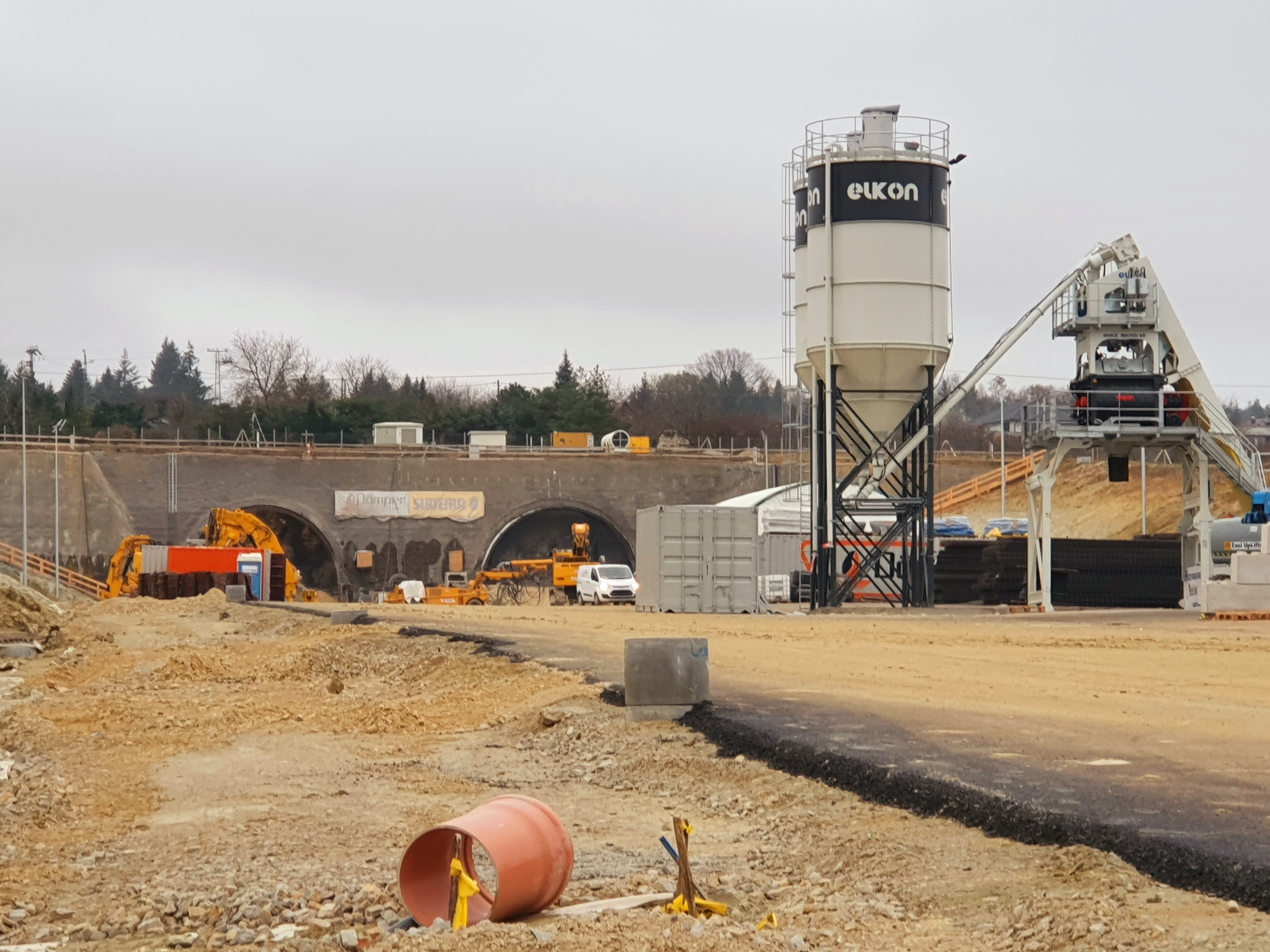
A déli portál látképe